# Liste der Kulturdenkmäler in Oberwesel
In der Liste der Kulturdenkmäler in Oberwesel sind alle Kulturdenkmäler der rheinland-pfälzischen Stadt Oberwesel einschließlich der Stadtteile Dellhofen, Engehöll und Langscheid aufgeführt. Grundlage ist die Denkmalliste des Landes Rheinland-Pfalz (Stand: 27. Oktober 2023).

## Oberwesel

### Denkmalzonen
| Bezeichnung                                               | Lage                                      | Baujahr                           | Beschreibung | Bild                           |
| --------------------------------------------------------- | ----------------------------------------- | --------------------------------- | --- | ------------------------------ |
| Denkmalzone ehemaliges Minoritenkloster mit Klosterkirche | Im Kloster 2, 3, 6, 7, 8, 9 Lage          | 1242                              | angeblich 1242 gegründet, 1802 aufgehoben, 1836 abgebrannt, seitdem Ruine; - ehemalige Kirche: zweischiffige Basilika, zwischen 1270/90 (Chor) und 1340 (Schiff) errichtet; ehemalige Sakristei (Im Kloster 8), quadratischer Raum, 13. bis 15. Jahrhundert (Im Kloster 2, 3); - Kreuzgang (Im Kloster 6, 7, 9), teilweise in verbauten Zustand erhalten, im Kern mittelalterlich, im 17. oder 18. Jahrhundert weitgehend umgestaltet; - Klostermauer entlang Oberstraße und Bußgasse, darin Kreuzigungsgruppe, erste Hälfte des 18. Jahrhunderts; bauliche Gesamtanlage; zugehörig Lateinschule (siehe Oberstraße 11) und Kurfürstliche Kellerei (siehe Oberstraße 13) | weitere Bilder Fotos hochladen |
| Denkmalzone historischer Stadtkern von Oberwesel          | Lage                                      |                                   | umfasst die Kernstadt von der Liebfrauenkirche (inklusive Friedhof) im Süden bis zum Koblenzer Torturm im Norden innerhalb der Grenzen der Stadtmauer, an der Bergseite mit dem vorgelagerten Graben; weitestgehend intakt erhaltenes Stadtbild, mit den beiden Kirchen Liebfrauen und St. Martin; fast geschlossen erhaltene Stadtbefestigung mit 16 (von ehemals 21) Türmen; charakteristisches städtebauliches Gefüge aus der Verbindung der einzelnen Denkmäler und ihrer Einordnung in die Landschaft | weitere Bilder Fotos hochladen |
| Denkmalzone Schönburg                                     | südlich der Stadt Lage                    |                                   | ursprünglich Reichsburg, 1149 im Besitz Hermanns von Stahleck, bis 1166 magdeburgisch, Burggraf und Vögte die Reichsministerialen von Schönburg, 1166 reichsunmittelbar, 1216 wieder magdeburgisch, spätestens im 14. Jahrhundert Ganerbenburg, 1374 an Erzbischof Kuno von Trier zu Lehen, 1531 in schlechtem baulichem Zustand, 1689 verwüstet, ab 1885 teilweiser Wiederaufbau durch T. J. Oakley Rhinelander (unter anderem Aussichtswinkel, südlicher Palas), ab den 1950er Jahren Ausbau zum Hotel (der Bereich der beiden südlichen Bergfriede und des südlichen Palas) und zum Haus des Kolpingwerks (nördlicher Palas und Bergfried, Torturm); Bebauung ab der ersten Hälfte des 12. Jahrhunderts der in Resten erhaltene nördliche Palas; Torturm, bezeichnet 1141/61; ab 1237 Bebauung der südlichen Burghälfte mit den beiden runden Bergfrieden, dem südlichen Palas, der Kapelle und dem Halsgraben; in der ersten Hälfte des 14. Jahrhunderts „Hoher Mantel“ (Schildmauer), nördlicher Bergfried und Zwinger; Haus Schönberg, Fachwerk-Haus, 1886 von Johann Kastor errichtet; Grabstätte der Familie Osterroth; zugehörig: vorgelagertes Gut Schönburg sowie das Areal der „Elfenlay“ zwischen Schönburg und Stadt beziehungsweise der Liebfrauenkirche | weitere Bilder Fotos hochladen |
| Denkmalzone Stadtmauer                                    |                                           | nach 1200                         | 16 Türme und in weiten Teilen erhaltene Mauer, kurz nach 1200, teilweise Aufstockung in der ersten Hälfte des 13. Jahrhunderts, Erweiterung in der zweiten Hälfte des 13. Jahrhunderts, Ummauerung der Vorstadt Niederburg in der ersten Hälfte des 14. Jahrhunderts, Ummauerung der Vorstadt Kirchhausen in der ersten Hälfte des 15. Jahrhunderts | weitere Bilder Fotos hochladen |
| Denkmalzone Jüdischer Friedhof Oberwesel                  | westlich der Stadt an der Grauen Lay Lage | erste Hälfte des 18. Jahrhunderts | eröffnet in der ersten Hälfte des 18. Jahrhunderts, erweitert wohl in der ersten Hälfte des 19. Jahrhunderts mit Anlage der beiden Hauptwege; mit eisernem Staketenzaun und Tor mit Davidstern aus dem späten 19. Jahrhundert; umzäuntes Areal mit 66 Grabsteinen: 9 aus dem 18. Jahrhundert, überwiegend 19. und frühes 20. Jahrhundert, jüngster Grabstein 1942 | weitere Bilder Fotos hochladen |

### Einzeldenkmäler
| Bezeichnung                                | Lage                                             | Baujahr                                       | Beschreibung | Bild                           |
| ------------------------------------------ | ------------------------------------------------ | --------------------------------------------- | --- | ------------------------------ |
| Wohnhaus                                   | Borngasse 2 Lage                                 | 1659                                          | Fachwerkhaus, teilweise massiv, bezeichnet 1659, Erweiterung wohl im 18. Jahrhundert | Fotos hochladen                |
| Kriegerdenkmal                             | Chablisstraße/Schaarplatz Lage                   | 1895                                          | Kriegerdenkmal 1866 und 1870/71, Sandsteinsäule mit Germania, 1895 errichtet, Entwurf Heinrich Schuler, Kirchheimbolanden | weitere Bilder Fotos hochladen |
| Wohnhaus                                   | Chablisstraße 2 Lage                             | 1708                                          | Fachwerkhaus, teilweise massiv, verputzt, bezeichnet 1708, Umbau wohl in der ersten Hälfte des 19. Jahrhunderts | Fotos hochladen                |
| Wohn- und Geschäftshaus                    | Chablisstraße 4 Lage                             | 1586                                          | Fachwerkhaus, teilweise massiv, bezeichnet 1586, Ladeneinbau 1919 | Fotos hochladen                |
| Wohn- und Geschäftshaus                    | Chablisstraße 5 Lage                             | 1626                                          | Fachwerkhaus, teilweise massiv, Rähmbau, bezeichnet 1626, rückwärtiger Anbau bezeichnet 1754, Umbau wohl im 19. Jahrhundert | Fotos hochladen                |
| Evangelische Kirche                        | Chablis-Straße, neben Nr. 21 Lage                | 1897/99                                       | neugotischer Backsteinbau, 1897/99 | weitere Bilder Fotos hochladen |
| Hertzners-Hollbachs Mühle                  | Chablisstraße 65 Lage                            | Anfang des 18. Jahrhunderts                   | Fachwerkhaus, teilweise massiv, Anfang des 18. Jahrhunderts, Fenstergewände um 1600, wohl Umbau bezeichnet 1719; eingeschossiges Wirtschaftsgebäude, Bruchstein, Mansardwalmdach | Fotos hochladen                |
| Transformatorenturm                        | Chablisstraße, hinter Nr. 76 Lage                | 1922                                          | Transformatorenturm, 1922, Architekt wohl T. Wildeman | Fotos hochladen                |
| Wohnhaus                                   | Heumarkt 15 Lage                                 | erste Hälfte des 18. Jahrhunderts             | Fachwerkhaus, erste Hälfte des 18. Jahrhunderts | Fotos hochladen                |
| Wohnhaus                                   | Heumarkt 17 Lage                                 | frühes 18. Jahrhundert                        | Fachwerkhaus, verputzt, teilweise verschindelt, frühes 18. Jahrhundert | Fotos hochladen                |
| Wohnhaus                                   | Holzgasse 4 Lage                                 | 1576                                          | Fachwerkhaus, teilweise massiv, bezeichnet 1576 | Fotos hochladen                |
| Wohnhaus                                   | Holzgasse 6 Lage                                 | frühes 17. Jahrhundert                        | Fachwerkhaus, verputzt, frühes 17. Jahrhundert | Fotos hochladen                |
| Mutter-Rosa-Kapelle                        | Hospitalgasse, zu Nr. 11 Lage                    | vor 1300                                      | früher Wernerkapelle; Kapelle mit Unterbau, kurz vor 1300 bis Mitte des 14. Jahrhunderts, Reparatur nach Zerstörung um 1700; zur Wernerstraße gelegen | weitere Bilder Fotos hochladen |
| Wohnhaus                                   | Kirchstraße 20 Lage                              | erste Hälfte des 19. Jahrhunderts             | klassizistischer Putzbau, erste Hälfte des 19. Jahrhunderts (ehemals Kirchstraße 18) | Fotos hochladen                |
| Wohnhaus                                   | Kirchstraße 20 Lage                              | zweite Hälfte des 15. Jahrhunderts            | zwei- bzw. dreigeschossiges Fachwerkhaus, teilweise massiv, zweite Hälfte des 15. Jahrhunderts | Fotos hochladen                |
| Stadtschule                                | Kirchstraße 39 Lage                              | 1907                                          | sogenannte Mädchenschule; neunachsiger Sandsteinbau, bezeichnet 1907 | Fotos hochladen                |
| Oberlichttür                               | Kirchstraße, an Nr. 52 Lage                      | Mitte des 18. Jahrhunderts                    | Oberlichttür, Mitte des 18. Jahrhunderts | BW                             |
| Weißer Turm                                | Kirchstraße, bei Nr. 55 Lage                     |                                               | Weißer Turm der Stadtmauer | Fotos hochladen                |
| Von der Leyenscher Hof                     | Koblenzer Straße 30 Lage                         | 1745                                          | fünfachsiger herrschaftlicher Bruchsteinbau, bezeichnet 1745, Anbau wohl im 19. Jahrhundert | Fotos hochladen                |
| Wohnhaus                                   | Koblenzer Straße 57 Lage                         | erste Hälfte des 19. Jahrhunderts             | Fachwerkhaus, verputzt, erste Hälfte des 19. Jahrhunderts | Fotos hochladen                |
| Katholische Pfarrkirche Liebfrauen         | Liebfrauenstraße 1 Lage                          | zweite Hälfte des 14. Jahrhunderts            | dreischiffige, querhauslose Basilika mit Fünfachtelschluss und Dachreiter, zweite Hälfte des 14. Jahrhunderts; Ausstattung: Kanzel, 1619, und Grabplatten, 16. und 17. Jahrhundert, in Kreuzgang und Vikarie, im Südflügel aufrechtstehend, 14. und 15. Jahrhundert; verschiedene Grabsteine, 15. bis 17. Jahrhundert; an der Nordostecke der Kirche Vikarie, verputztes Fachwerkhaus in Mischbauweise, Zwerchgiebel, 18. Jahrhundert; auf dem Friedhof: spätgotische Kreuzigungsgruppe, 16. Jahrhundert; verschiedene Grabsteine, 19. Jahrhundert; bauliche Gesamtanlage aus Kirche, Kreuzgang mit Vikarie und Friedhof mit Michaelskapelle | weitere Bilder Fotos hochladen |
| Wohn- und Geschäftshaus                    | Liebfrauenstraße 9 Lage                          | um 1920/30                                    | Backsteinbau mit Putzfassade, um 1920/30 | Fotos hochladen                |
| Tür                                        | Liebfrauenstraße, an Nr. 10 Lage                 | zweite Hälfte des 18. Jahrhunderts            | Tür, Rocaillen, zweite Hälfte des 18. Jahrhunderts | Fotos hochladen                |
| Villa                                      | Liebfrauenstraße 17 Lage                         | 1890                                          | Villa; Backsteinbau über zweigeschossigem Keller, 1890 | Fotos hochladen                |
| Katholische Schule                         | Liebfrauenstraße 29 Lage                         | 1865                                          | sogenannte Knabenschule; zehnachsiger Bau, Bauinspektor Ferdinand Nebel, Koblenz, 1865 Innenumbau, 1886 Umbau, 1965/66 Verlegung des Eingangs und Anbau | Fotos hochladen                |
| Wohn- und Geschäftshaus                    | Liebfrauenstraße 29a Lage                        | 1908/09                                       | Wohn- und Geschäftshaus, 1908/09, Bauunternehmer Weinert, Oberwesel | Fotos hochladen                |
| Wohn- und Geschäftshaus                    | Liebfrauenstraße 29b Lage                        | 1908/09                                       | Wohn- und Geschäftshaus, 1908/09, Bauunternehmer Weinert, Oberwesel | Fotos hochladen                |
| Kellereigebäude                            | Liebfrauenstraße 33 Lage                         | um 1865                                       | spätklassizistisches ehemaliges Kellereigebäude des Winzervereins, um 1865, Erweiterung und Umbau 1927/28 und 1930, wiederverwendeter Sturz bezeichnet 1654 (Wappen von Schönburg) | Fotos hochladen                |
| Wohnhaus                                   | Liebfrauenstraße 49 Lage                         | frühes 19. Jahrhundert                        | Fachwerkhaus, verputzt, wohl aus dem frühen 19. Jahrhundert, dreiachsiger Anbau im 19. Jahrhundert | Fotos hochladen                |
| Wohn- und Geschäftshaus                    | Liebfrauenstraße 58 Lage                         | spätes 19. Jahrhundert                        | Backsteinbau, spätes 19. Jahrhundert | Fotos hochladen                |
| Bahnhof Oberwesel                          | Mainzer Straße ohne Nummer Lage                  | 1858/59                                       | Empfangsgebäude 1858/59, Erneuerung und Abortgebäude 1925, Erweiterung 1907/08 | weitere Bilder Fotos hochladen |
| Villa                                      | Mainzer Straße 6 Lage                            | um 1900                                       | Winzervilla, um 1900 | Fotos hochladen                |
| Meilenstein                                | Mainzer Straße, bei Nr. 75 Lage                  | 1818                                          | preußischer Meilenstein, Obelisk mit seitlichen Sitzbänken, 1818 | Fotos hochladen                |
| Wohn- und Geschäftshaus                    | Marktplatz 1 Lage                                | zweites Drittel des 18. Jahrhunderts          | Fachwerkhaus, teilweise massiv, zweites Drittel des 18. Jahrhunderts | Fotos hochladen                |
| Wohn- und Geschäftshaus                    | Marktplatz 4 Lage                                | Mitte oder zweite Hälfte des 17. Jahrhunderts | Fachwerkhaus, teilweise massiv, Rähmbau, Mitte oder zweite Hälfte des 17. Jahrhunderts | Fotos hochladen                |
| Katholisches Jugendheim                    | Martinsberg ohne Nummer Lage                     | 1923–25                                       | ein- bis zweigeschossiger Putzbau, 1923–25 | Fotos hochladen                |
| Katholisches Pfarrhaus                     | Martinsberg 1 Lage                               | 18. Jahrhundert                               | Zweiflügelbau, Fachwerk, 18. Jahrhundert, im Kern mittelalterlich, Veränderungen und Ausbau im 19. und 20. Jahrhundert; Garten mit romanischem Taufbecken; eingeschossiger Fachwerkschuppen, bezeichnet 1625 | Fotos hochladen                |
| Katholische Pfarrkirche St. Martin         | Martinsberg 2 Lage                               | um 1300                                       | querhauslose zweischiffige Basilika; Sakristei, um 1300, Schiff und Turm um 1350 bis Mitte des 15. Jahrhunderts, Wiederaufbau des Seitenschiffs um 1700 nach Zerstörung; Friedhof mit Fatimakapelle, Grabmal, Kirchhofmauer; bauliche Gesamtanlage aus Kirche, Pfarrhaus (Martinsberg 1), ehemaligem Küsterhäuschen (Martinsberg 3) und Friedhof | weitere Bilder Fotos hochladen |
| Küsterhäuschen der Martinskirche           | Martinsberg 3 Lage                               | erste Hälfte des 17. Jahrhunderts             | Fachwerkhaus in Mischbauweise, Rähmbau, teilweise massiv, erste Hälfte des 17. Jahrhunderts | Fotos hochladen                |
| Wohnhaus                                   | Oberstraße 1 Lage                                | 1872                                          | Backsteinbau mit Kniestock, bezeichnet 1872 | Fotos hochladen                |
| Lateinschule                               | Oberstraße 11 Lage                               | 15. oder 16. Jahrhundert                      | im Kern mittelalterlich, 15. oder 16. Jahrhundert, Umbauten vom 17. bis zum 19. Jahrhundert | BW                             |
| Kurfürstliche Kellerei                     | Oberstraße 13 Lage                               | Mitte des 19. Jahrhunderts                    | Fachwerkbau, teilweise massiv, Mitte des 19. Jahrhunderts; Hallenkeller, 15. oder 16. Jahrhundert | Fotos hochladen                |
| Wohn- und Geschäftshaus                    | Rathausstraße 1a Lage                            | zweites Drittel des 19. Jahrhunderts          | Bruchsteinbau, Krüppelwalmdach, zweites Drittel des 19. Jahrhunderts; Sandsteinportal, bezeichnet 1629 | Fotos hochladen                |
| Wohn- und Geschäftshaus                    | Rathausstraße 3 Lage                             | zweites Drittel des 19. Jahrhunderts          | dreigeschossiger Bruchsteinbau, zweites Drittel des 19. Jahrhunderts, Holzskulptur des heiligen Werner, um 1900 | Fotos hochladen                |
| Brunnen                                    | Rathausstraße, bei Nr. 5 Lage                    | Mitte des 19. Jahrhunderts                    | Brunnen, gusseiserne Schwengelpumpe, Mitte des 19. Jahrhunderts | Fotos hochladen                |
| Rathaus                                    | Rathausstraße 6 Lage                             | 1847–50                                       | dreigeschossiger Bruchsteinbau, teilweise verschiefertes Fachwerk, 1926/27, Architekt T. Wildemans, Bonn, Kernbau 1847–50 | Fotos hochladen                |
| Wohn- und Geschäftshaus                    | Rathausstraße 9 Lage                             | um 1910                                       | Wohn- und Geschäftshaus, um 1910, barocker Keller | BW                             |
| Altes Backhaus                             | Rathausstraße 14 Lage                            | Mitte des 19. Jahrhunderts                    | eineinhalbgeschossiges Fachwerkhaus, Mitte des 19. Jahrhunderts, Umbau 1885; zweitverwendeter Eckständer, bezeichnet 1659 | BW                             |
| Inschrift                                  | Rathausstraße, bei Nr. 16 Lage                   | frühes 18. Jahrhundert                        | Inschrift am Bogen des Hoftors in Kapitalis: Annis Cum Centum a Suecis Exu(sta) 1719 (im Keilstein) Mar(tin) Augsthalers ope refecta fui; Tür und Oberlichtportal, frühes 18. Jahrhundert | Fotos hochladen                |
| Kulturhaus und Stadtmuseum                 | Rathausstraße 23 Lage                            | um 1865                                       | Backsteinbau, um 1865 | Fotos hochladen                |
| Wohnhaus                                   | Rheinstraße 5 Lage                               | 1765                                          | Fachwerkhaus, teilweise massiv, bezeichnet 1765 | Fotos hochladen                |
| Wohnhaus                                   | Rheinstraße 7 Lage                               | 17. Jahrhundert                               | dreigeschossiges Fachwerkhaus, teilweise massiv, wohl aus dem 17. Jahrhundert, An- und Umbauten im 18. und 20. Jahrhundert | BW                             |
| Wohnhaus                                   | Schaarplatz 4 Lage                               | 1887                                          | fünfachsiger Backsteinbau, Mischformen aus Klassizistik und Neurenaissance, bezeichnet 1887 | Fotos hochladen                |
| Wohnhaus                                   | Steingasse 6 Lage                                | erste Hälfte des 17. Jahrhunderts             | Fachwerkhaus, teilweise massiv, erste Hälfte des 17. Jahrhunderts, Anbau im 18. Jahrhundert | BW                             |
| Wohnhaus                                   | Unterstraße 1 Lage                               | 1658                                          | Fachwerkhaus, teilweise massiv, bezeichnet 1658, wohl Umbau im 19. Jahrhundert | Fotos hochladen                |
| Haus Schönburg                             | Unterstraße 8 Lage                               | zweites Viertel des 19. Jahrhunderts          | L-förmiger, dreigeschossiger Bruchsteinbau, im Kern wohl mittelalterlich, Schönburger Turm der Stadtmauer miteinbezogen; über der Tür das Wappen der Degenfeld-Schonburg das seit der Heirat (1717) von Maria der Tochter von Meinhard von Schomberg mit Christoph Martin von Degenfeld aus der Kombination des Wappens der Schönburg auf Wesel und der Degenfeld bestand | Fotos hochladen                |
| Eberbacher Hof                             | Unterstraße 12–14 Lage                           | zweite Hälfte des 14. Jahrhunderts            | Hof des Klosters Eberbach mit Katharinenkapelle; Saalbau, wohl aus der zweiten Hälfte des 14. Jahrhunderts; zweiflügeliger Hofbau, massiv und Fachwerk, erste Hälfte des 18. Jahrhunderts; bauliche Gesamtanlage | weitere Bilder Fotos hochladen |
| Haus Gertum                                | Unterstraße 18 Lage                              | um 1830                                       | Bruchsteinbau, Walmdach, um 1830 | Fotos hochladen                |
| Wohnhaus                                   | Wernerstraße 1 Lage                              | 18. Jahrhundert                               | Fachwerkhaus, verputzt, 18. Jahrhundert | BW                             |
| Nordportal des Kammerecktunnels            | nördlich der Stadt Lage                          | 1857–59                                       | Tunnelportal der Linken Rheinstrecke, 1857–59, reiche neugotische Architektur mit Zinnen und Türmchen | weitere Bilder Fotos hochladen |
| Kalvarienbergkapelle und Kreuzwegstationen | westlich der Stadt; Flur Aufm Calvarienberg Lage | 1843–45                                       | neugotischer Bruchsteinsaal, 1843–45; Reste einer Kreuzigungsgruppe; 12 Kreuzwegstationen, Bildstocktyp, einschließlich zweier kleiner Kapellen, ab 1849; Beweinung Christi, 16. Jahrhundert; bauliche Gesamtanlage | BW                             |
| Schneidersmühle                            | westlich der Stadt (Niederbachstraße 120) Lage   | 18. Jahrhundert                               | Fachwerkhaus, teilweise massiv, 18. Jahrhundert, im Kern älter, bezeichnet 1607, Mahlwerk aus dem 19. Jahrhundert, Mühlkanal; bauliche Gesamtanlage mit Schuppen | BW                             |

### Ehemalige Kulturdenkmäler
| Bezeichnung | Lage               | Baujahr | Beschreibung                                                         | Bild                                    |
| ----------- | ------------------ | ------- | -------------------------------------------------------------------- | --------------------------------------- |
| Grenzsteine | westlich der Stadt | 1616    | sieben Grenzsteine, einer bezeichnet 1616; aus Denkmalliste gelöscht | Direkt Bild zu diesem Denkmal hochladen |

## Dellhofen

### Einzeldenkmäler
| Bezeichnung                           | Lage                     | Baujahr                            | Beschreibung | Bild                           |
| ------------------------------------- | ------------------------ | ---------------------------------- | --- | ------------------------------ |
| Katholische Kirche zum Heiligen Kreuz | Rheinhöhenstraße 24 Lage | 1875/76                            | Turm des neugotischen Vorgängers, 1875/76, Schiff unter unsymmetrisch abgeschlepptem Satteldach, 1961 nach Plänen des Architekten Paul Johannbroer | weitere Bilder Fotos hochladen |
| Backhaus                              | Rheinhöhenstraße 26 Lage | zweite Hälfte des 19. Jahrhunderts | eingeschossiger Backsteinbau, zweite Hälfte des 19. Jahrhunderts                                                                                   | Fotos hochladen                |
| Hofanlage                             | Schulweg 6/8 Lage        | Mitte des 18. Jahrhunderts         | Einfirstanlage; Fachwerkbau, Mitte des 18. Jahrhunderts                                                                                            | BW                             |

## Engehöll

### Einzeldenkmäler
| Bezeichnung                                             | Lage                                         | Baujahr                           | Beschreibung                               | Bild                           |
| ------------------------------------------------------- | -------------------------------------------- | --------------------------------- | ------------------------------------------ | ------------------------------ |
| Katholische Filialkirche zur Schmerzhaften Muttergottes | Engehöll, Am Kapellenberg Lage               | 1923–25                           | Bruchsteinsaal, 1923–25                    | weitere Bilder Fotos hochladen |
| St.-Apollonia-Kapelle                                   | Weiler-Boppard, Am Weinberg 60 Lage          | erste Hälfte des 18. Jahrhunderts | Saalbau, erste Hälfte des 18. Jahrhunderts | Fotos hochladen                |
| Backhaus                                                | Weiler-Boppard, Am Weinberg, bei Nr. 60 Lage | 1830/40                           | eingeschossiger Putzbau, 1830/40           | Fotos hochladen                |

## Langscheid

### Einzeldenkmäler
| Bezeichnung                           | Lage                      | Baujahr                                       | Beschreibung | Bild            |
| ------------------------------------- | ------------------------- | --------------------------------------------- | --- | --------------- |
| Backhaus                              | Bacharacher Straße 1 Lage | 1888                                          | verputzter Fachwerkbau, bezeichnet 1888 mit erhaltenen Backöfen                                                                        | Fotos hochladen |
| Quereinhaus                           | Brunnenweg 1 Lage         | Ende des 19. oder Anfang des 20. Jahrhunderts | Fachwerk-Quereinhaus, Ende des 19. oder Anfang des 20. Jahrhunderts                                                                    | Fotos hochladen |
| Quereinhaus                           | Kirchweg 1 Lage           | 1718                                          | Fachwerk-Quereinhaus, teilweise massiv, bezeichnet 1718, Scheune 19. Jahrhundert                                                       | Fotos hochladen |
| Quereinhaus                           | Oberweseler Straße 4 Lage |                                               | Fachwerk-Quereinhaus, teilweise massiv, Stallgebäude                                                                                   | Fotos hochladen |
| Schule                                | Pfalzgrafenstraße 1 Lage  | 1841                                          | Fachwerkbau verputzt, teilweise verschiefert, 1841                                                                                     | Fotos hochladen |
| Katholische Filialkirche St. Nikolaus | Pfalzgrafenstraße 2 Lage  | 1782/83                                       | Saalbau, 1782/83, Verlängerung und Turmneubau; bauliche Gesamtanlage mit umgebenden Areal                                              | Fotos hochladen |
| Quereinhaus                           | Pfalzgrafenstraße 51 Lage | 1916                                          | Fachwerk-Quereinhaus, teilweise massiv, 1916; ehemalige Dorfschmiede, teilweise verschiefert, bezeichnet 19(2)3; bauliche Gesamtanlage | Fotos hochladen |